# West Kirby
West Kirby – wieś w Anglii, w hrabstwie ceremonialnym Merseyside, w dystrykcie metropolitalnym Wirral. Leży 14 km na zachód od centrum Liverpool i 294 km na północny zachód od Londynu. W 2001 miejscowość liczyła 7680 mieszkańców.